# Oliver Sanne
Oliver Sanne (* 3. Oktober 1986 in Bonn) ist ein ehemaliger deutscher Reality-Show-Teilnehmer und Unternehmer. Er war Mister Germany 2014. 2015 war er der Protagonist bei Der Bachelor.

## Leben
Sanne machte sein Abitur auf dem Ernst-Moritz-Arndt-Gymnasium in Bonn. Von Januar 2008 bis Dezember 2010 absolvierte er ein duales Studium im Fach Fitnessökonomie an der Deutschen Hochschule für Prävention und Gesundheitsmanagement in Köln. Dieses schloss er mit dem Bachelor of Arts ab.
Sanne absolvierte zahlreiche Fort- und Weiterbildungskurse in den Bereichen Gesundheit, Ernährung und Fitness. Nach seinem Studienabschluss war er zwei Jahre als Leiter der Abteilung „Fitness und Personal Training“ und anschließend als Personal Trainer und Fitness Manager bei der Fitness First Germany GmbH tätig.
Sanne arbeitet seit Anfang 2013 als selbständiger Fitnessökonom und Gesundheitsberater. Sanne war Partner der Kölner Personalberatungsfirma reXperts – recruiting experts, in der er in den Bereichen Headhunting und Vertrieb tätig war. Er ist Managing Owner des Beratung- und Coachingsunternehmens SanO Sports sowie Gründer und Head of Recruiting der Düsseldorfer Personalberatungsagentur Rock Hiring.
Er wohnt in Düsseldorf.

## Mister Germany
Sanne wurde am 21. Dezember 2013 im Van der Valk-Resort in Linstow, Kreis Güstrow zum Mister Germany gewählt. Er war als „Mister Westdeutschland“ zur Wahl angetreten und konnte sich erfolgreich gegen 17 weitere Mitbewerber durchsetzen. Sanne erhielt als Gewinner einen einjährigen Exklusiv-Vertrag mit der Miss Germany Corporation Deutschland. Der Vorjahressieger Jörn Kamphuis sprach von einem verdienten Titelgewinn Sannes; Sanne habe einen „super Mix aus Präsenz und Männlichkeit“.
Sanne war als Jugendlicher kein sportlicher Mensch, wie er anlässlich der Mister-Germany-Wahl in einem Interview erklärte. Im Alter von 19 Jahren wog er 120 Kilogramm bei einer Körpergröße von 1,94 m. Im Sommer 2006 entschloss er sich, abzunehmen und Sport zu machen. Innerhalb von knapp vier Monaten reduzierte Sanne durch ein intensives Trainingsprogramm und eine Ernährungsumstellung sein Körpergewicht um über 30 Kilogramm. In den folgenden Jahren hatte er seinen Körper kontinuierlich trainiert und aufgebaut; nach einem Jahr im Fitnessstudio arbeitete er bereits selbst als Personal Trainer.

## Der Bachelor
Von Januar bis März 2015 war er Der Bachelor der fünften Staffel der gleichnamigen RTL-Reality-Serie.

## Weitere Auftritte in Film und Fernsehen
- 2015: Promi Big Brother – Die Late Night Show
- 2016: Die große ProSieben Völkerball Meisterschaft 2016
- 2018: Shopping Queen
- 2018: Bachelor in Paradise
- 2020: Kampf der Realitystars – Schiffbruch am Traumstrand
- 2020: Das große Sat.1 Promiboxen
- 2021: Ich bin ein Star – Die große Dschungelshow
- 2024: Das Sommerhaus der Stars – Kampf der Promipaare
- 2025: The 50